# Laurent Mangel
Laurent Mangel (ur. 22 maja 1981 w Vesoul) – francuski kolarz szosowy, zawodnik profesjonalnej grupy FDJ. 

## Najważniejsze zwycięstwa i sukcesy
- 2006
  - 1. miejsce na 6. etapie Tour de Langkawi
- 2009
  - 1. miejsce na 3. etapie Tour de Bretagne
- 2010
  - 3. miejsce w Tour de Wallonie
    - 1. miejsce na 4. etapie

  - 3. miejsce w Paris–Camembert
- 2012
  - 2. miejsce w Cholet-Pays de Loire
  - 3. miejsce w Grand Prix de la Ville de Lillers